# Jacques Philippe de Choiseul-Stainville
Jacques Philippe de Choiseul (° 6 de septiembre de 1727 - Lunéville † 30 de mayo de 1789 - Estrasburgo), conde, luego (1786) duque de Choiseul-Stainville, barón de Dommanges, fue un militar francés del siglo XVIII.

## Orígenes y familia
Jacques Philippe de Choiseul desciende de la Casa de Choiseul, una familia noble originaria de Choiseul en el Alto Marne. Esta ilustre familia produjo un número importante de servidores al Reino de Francia, cinco mariscales, un cardenal, dos obispos y varios estadistas. Su origen se remonta al siglo XII.
Hijo de François-Joseph de Choiseul (1696; † 1769), 2.º de nombre, marqués de Stainville, barón de Beaupré, consejero de Estado y gran chambelán del Emperador, etc., y Françoise-Louise de Bassompierre († 1758), Jacques Philippe nació el 6 de septiembre de 1727, en Lunéville. Él era el hermano menor de Étienne François de Choiseul.

## Carrera militar
En su juventud prestó servicio en el ejército (Kaiserliche Armee) de la emperatriz María Teresa, reina de Hungría y de Bohemia y, después de alcanzar el grado de capitán en un regimiento de dragones, fue hecho comandante de la Orden de San Esteban, Papa y mártir de Toscana, tuvo el cargo de chambelán de Francisco I, Sacro Emperador Romano, fue coronel del regimiento de caballería ligera Löwenstein (Chevauxlegers-Regiment Graf Löwenstein), en el que se distinguió bajo las órdenes del mariscal Daun. Más tarde, bajo el mando de Laudon, se destacó en diversos encuentros, fue nombrado Generalmajor, el 1 de febrero de 1759, y ascendido al rango de Generalfeldmarschall el 15 de noviembre siguiente. 
Al poco tiempo, habiendo renunciado a sus títulos imperiales, el 25 de abril de 1760, entró al servicio del Rey de Francia, a quien le fue presentado el 11 de mayo, fue nombrado «Lieutenant-général des armées du Roi» (18 de mayo de 1760), y puesto bajo las órdenes del mariscal Victor-François de Broglie. Fue destinado a prestar servicio en el ejército francés en Alemania, (teatro de operaciones en el Landgraviato de Hessen-Kassel), hasta el fin de la Guerra de los Siete Años.
En la batalla de Korbach, el conde de Stainville estuvo encargado de cubrir la marcha del ala derecha del ejército, y formó la retaguardia después de la acción, que tuvo lugar el 10 de julio de 1760. Separado el 14 del mismo mes, tomó el mando de las tropas que operaban cerca de Frankenberg y Marburg, con el propósito de asegurar las comunicaciones y presionar a los enemigos. El 23 de julio, ataca conjuntamente con el conde de Lausitz, a los destacamentos que el enemigo tenía a la derecha del río Eder: estos destacamentos se vieron obligados a cruzar el río en el mayor desorden y varios fueron hechos prisioneros. 
Responsable del asedio de Ziegenhain, comenzó el ataque el 5 de agosto; se apoderó de este lugar el 10 de agosto, y obligó a los 750 hombres que formaban la guarnición a rendirse como prisioneros de guerra. Terminada esta expedición, avanzó al encuentro de un numeroso cuerpo que amenazaba a Marburg: 6000 hombres, comandados por el general prusiano August Christian Freiherr von Bülow y el coronel Johann Heinrich von Fersen. El conde de Stainville arribó, el 12 de septiembre, a Marienhagen, donde hizo treinta prisioneros de uno de los destacamentos enemigos, alcanzó a las tropas aliadas cerca de Rhadern, las batió, y tomó 400 prisioneros y ocho piezas de artillería (13 de septiembre de 1760). 
Se dirigió, el 15 de octubre, hacia Nordhausen, Harzgerode y Quedlinburg, hasta Halberstadt, dispersó las partidas enemigas que encontró; sometió al principado de Halberstadt a contribuciones, y volviendo de nuevo sobre sus pasos, el 26 de enero de 1761, cayó sobre los prusianos acantonados en Kindelbrück, Ebeleben y Sondershausen, tomando 500 prisioneros. Obligado a su vez, a replegarse frente a las columnas enemigas que venían a él, se retiró a Vacha, se mantuvo firme ante los destacamentos que presionaban su retaguardia, los derrotó, reanudó su movimiento, y se acopló al ejército reunido alrededor de Friedberg. 
El conde de Stainville fue nombrado, el 15 de marzo de 1761, «inspecteur-commandant des grenadiers de France» e «inspecteur général d'infanterie». 
Inmediatamente a continuación, tomó el mando del cuerpo destinado a cubrir al ejército, y ocupó los puestos del alto Nidda, libró batalla contra el príncipe heredero de Brunswick en las alturas de Stangenrod, lo derrota, capturando 13 piezas de artillería, diecinueve banderas y 2.000 prisioneros (21 de marzo de 1761). Luego se instaló en Grünberg, ocupó Lich y la mantuvo hasta el momento en que el enemigo retiró todas las tropas que operaban en esta parte del teatro de guerra. 
Llegó entonces a la Corte francesa, donde el rey Luis XV de Francia le nombró caballero de la Orden de San Luis el 26 de abril de 1761. 
Empleado en el ejército del Alto Rin, por «lettres» del 1 de mayo, llevó a cabo la toma del castillo de Nateln (15 de julio), que cayó después de un duro combate. Asistió, a la mañana siguiente, a la batalla de Vellinghausen (16 de julio de 1761). Luego comandó un cuerpo considerable de tropas; se ubicó sobre el río Diemel y formó un campamento en los alrededores de Kassel, donde las tropas que habían sido separadas del ejército del Bajo Rin, bajo el mando del marqués de Lévis, vinieron a unírsele. Los enemigos ocupaban Hofgeismar y Hohenkirchen; el conde de Stainville marchó contra ellos, los obligó a cruzar el Diemel, ocupó el campamento de Hohenkirchen, y puso todo Hessen bajo su mando durante la estancia del ejército en el campamento de Einbeck. Ordenó atacar, el 3 de septiembre, el castillo de Sababurg por el barón Karl Christian Wilhelm von Closen-Heidenburg, quien se apoderó del mismo. El conde de Stainville tomó medidas tan bien concertadas, que el príncipe Fernando de Brunswick, no se atrevió a atacar el campo atrincherado de Kassel, a donde se había replegado ante su avance. Dejó a continuación los alrededores de Kassel, y marchó, con el cuerpo que mandaba, a la derecha del ejército; hizo la retaguardia, cuando dejó el campamento Einbeck para estar más cerca de sus cuarteles de invierno.
En 1770, el conde de Stainville fue designado gobernador general de Lorena, recibió la dignidad de mariscal de Francia, que le fue conferida el 13 de junio de 1783. 
Fue nombrado caballero de la Orden del Espíritu Santo el 2 de febrero de 1786, y creado duque «à brevet» de Stainville el mismo año. En 1788, fue nombrado gobernador general («gouverneur général») de Alsacia. Asistió a la apertura de los Estados Generales de 1789.
Murió en Estrasburgo, el 30 de mayo de 1789, a los 61 años de edad.

## Matrimonio y descendencia
Se casó, el 3 de abril de 1761, en París, con Thomasse-Thérèse de Clermont d'Amboise (1746; † 1789), hija de Georges-Jacques de Clermont d'Amboise (1726; † 1746), marqués de Reynel, coronel del Régiment de Bretagne-Infanterie, y de Marie-Henriette Racine du Jonquoy. Tuvieron dos hijas:
1. Marie Stéphanie (10 de noviembre de 1763 - Stainville; † 6 de abril de 1833 - París), casada, el 6 de octubre de 1778, en Amboise, con Claude-Antoine-Gabriel de Choiseul (1760; † 1838), duque de Choiseul-Stainville, tuvieron una hija:
  1. Jacqueline Béatrix Gabrielle Stéphanie (24 de febrero de 1782 - París; † 13 de marzo de 1861 - París), «dame du palais» (1810-1814) de la emperatriz María Luisa, y «dame pour accompagner» (1831-1848) de la reina María Amelia de Borbón, casada, el 11 de julio de 1804, en Besançon, con Philippe-Gabriel, duque de Marmier (1783; † 1845), con descendencia.
2. Marie Thérèse (1767; † ejecutada el 27 de julio de 1794; casada, en 1782, con el príncipe José de Mónaco (1767-1816), tuvieron tres hijas:
  1. Honorine (22 de abril de 1784; † 8 de mayo de 1879), casada, en 1803 con René de La Tour du Pin (1779-1832), marqués de La Charce, con descendencia.
  2. Athénaïs (22 de junio de 1786; † 11 de septiembre de 1860 - Château de Fontaine-Française), casada, en 1814, con Louis Le Tellier (1783; † 1844), marqués de Souvré y marqués de Louvois, conde de Tonnerre.
  3. Delphine (22 de julio de 1788, murió joven).